# Tom Clancy's H.A.W.X
Tom Clancy's H.A.W.X (H.A.W.X) é um jogo eletrônico do gênero Simulador de combate áereo desenvolvido pela Ubisoft Romania e publicado pela Ubisoft para Microsoft Windows, PlayStation 3, Xbox 360, Android, iOS e webOS. H.A.W.X foi lançado nos Estados Unidos em 6 de março de 2009. uma versão para Wii foi anunciada e depois cancelada.
H.A.W.X ambienta-se na mesma época de Tom Clancy's Ghost Recon Advanced Warfighter, ou seja, num futuro próximo, onde as empresas militares privadas têm substituído as estatais em muitos países. O jogador, ex-piloto de elite de uma dessas empresas retorna a USAF contra uma organização terrorista para impedir um ataque em massa aos Estados Unidos.

## Jogabilidade
A mecânica básica do jogo é semelhante a de outros simuladores de voo, tais como Ace Combat. Os jogadores enfrentam inimigos em seus territórios aéreos. Cada missão é definida em locais do mundo real, em ambientes criados com dados de satélites comerciais. O cockpit possui visão selecionavel entre primeira pessoa e terceira pessoa, esta última dá ao jogador uma visão externa de ambos, seu avião e seu alvo.
O jogo possui um "Sistema de realidade aumentada" (em inglês: Enhanced Reality System, ERS). O ERS inclui radares , detecção de mísseis, um sistema anti-colisão, sistema de controle de danos, relé de informações com trajetórias de interceptação de aviões e armas, mapa tático e controle de trajetória. O ERS também permite aos jogadores dar ordens ao seu esquadrão e outras unidades.  Quando totalmente ativado, a ERS fornece uma grande quantidade de assistência para o jogador, mas as características do sistema podem ser desligadas seletivamente tornando o jogo mais difícil e dando ao jogador mais manobrabilidade.
O joystick Ace Edge, projetado para a edição limitada de Ace Combat 6: Fires of Liberation é totalmente compatível com o jogo para Microsoft Windows e Xbox 360.

### Multijogador
Os jogadores são capazes de completar missões de campanha em modo cooperativo. Há também um modo Deathmatch onde os jogadores podem desafiar uns aos outros. os jogadores vencedores são premiados com pontos de experiência para destravar novas armas. Os aviões que disponíveis no modo multiplayer são determinados pelo nível do jogador no momento.
O Jogo apresenta muitos recursos de jogabilidade, entre os quais se destacam:
- Sistema de realidade avançada de inteligência artificial.
- Modos de vo de perspectiva do cockpit, primeira e terceira pessoa.
- Campanha com modo online incluso, para se jogar com até 8 jogadores.

## História

### Antecedentes
O jogo acontece nos céus, num futuro próximo, num mundo que é cada vez mais dependente de companhias militares privadas com mercenários de elite (PMC), estas que muitas vezes possuem uma visão distorcida da lei. Como essas organizações não-governamentais começaram a ganhar poder, um conflito mundial explode com uma PMC poderosa a atacar os Estados Unidos.
O jogo é ambientado no mesmo universo como Tom Clancy Recon Advanced Warfighter, o capitão  Scott Mitchell, líder do esquadrão Ghost, é destaque em várias das missões. Elementos do enredo de outros jogos da série Ghost Recon, como o sistema de defesa antimísseis encontrado em EndWar. Em entrevista com o chefe de design, Thomas Simon, revelou que o jogo situa-se entre Advanced Warfighter 2 e EndWar.

### Enredo
O jogador assume o papel de David Crenshaw, um ex-piloto da Força Aérea Americana e líder de esquadrão de uma unidade de elite chamada HAWX - "High Altitude Warfare Xperimental squadron". O jogo começa em 2014, com Crenshaw fornecendo apoio aéreo para a equipe Ghost Recon realizando de operações secretas em Ciudad Juárez, no México. Após a missão, a Força Aérea desativa o programa H.A.W.X e Crenshaw é recrutado para Artemis Global Security, uma empresa militar privada (PMC).
Ao longo dos próximos seis anos, Crenshaw e seu esquadrão voam em missões para Artemis e seus clientes, tais como defender e atacar instalações de valiosas bases insurgentes. Em 2021, Artemis assina um contrato lucrativo com a defesa do Brasil que a torna uma das PMCs mais poderosas do mundo. Como esperado, "Las Trinidad", uma aliança de anti-EUA da América do Sul, lança uma invasão no Rio de Janeiro. Mas com a ajuda de Crenshaw e seu esquadrão, Artemis e os militares brasileiros são capazes de repelir a invasão. Observando o conflito, os Estados Unidos enviam suas forças para intervir, causando uma queda nas ações da empresa. Em resposta, a Artemis ocupa um contrato lucrativo com Las Trinidad e lança um ataque surpresa contra a Marinha dos Estados Unidos no Estreito de Magalhães. Recusando-se ficar contra seu próprio país, Crenshaw e seu esquadrão destroem as forças de Artemis na área.
Após a batalha, os EUA envia Crenshaw e um grupo de B-52 em uma missão de retaliação para bombardear a sede da Artemis no Caribe. A PMC, no entanto, derruba a rede de comunicações dos EUA e satélites de inteligência, além de um ataque maciço ao solo estadunidense, capturando várias cidades americanas e instalações militares. Logo, a H.A.W.X e as forças militares dos EUA são enviadas a defender Washington, D.C. e o presidente dos Estados Unidos. Crenshaw e seu esquadrão, em seguida, ajudam o contra-ataque estadunidense contra Artemis em Chicago e na Naval Station Norfolk. Como os EUA começam a ganhar superioridade com a ajuda do Japão e da OTAN, a Artemis, que havia roubado algumas armas nucleares dos Estados Unidos, emitem um ultimato: rendição em 24 horas ou assistir os EUA ser destruído. Em seguida, a H.A.W.X e a equipe de Ghost Recon conseguem restaurar os escudos anti-mísseis SLAMS (ver: Tom Clancy's EndWar) e ajudar os EUA a capturar a instalação de lançamento da Artemis. No entanto, em um último esforço, a Artemis contrabandeia uma ogiva nuclear em Los Angeles e se prepara para detoná-la. Apenas um minuto antes da explosão, a H.A.W.X localiza e a destrói o arma nuclear, concluindo o fim da guerra.
Os três dias de conflito entre os EUA e a Artemis causaram mais de 40.000 mortes. Em resposta, a Organização das Nações Unidas obrigou o desarmamento de todas as PMCs, diminuir que todo apoio a uma pequena escala ou apenas papéis logísticos ou encerrarem suas atividades. Várias semanas depois, Artemis é completamente dizimada. Crenshaw mata o fundador da Artemis e destrói seu esconderijo em uma Black operation.

## Desenvolvimento

Captura de tela do jogo revelando o efeito de super pixelação em alta resolução ao sobrevoar o Rio de Janeiro.

H.A.W.X foi oficialmente anunciado em 15 de julho de 2008 numa convenção anual de desenvolvedores, a E3 2008. Antes disso, a Ubisoft divulgou um comunicado de imprensa sobre o jogo com seu nome de desenvolvimento, Tom Clancy's Air Combat. A demonstração do jogo para o Xbox 360 foi lançada em 11 de fevereiro de 2009, para PlayStation 3 em 27 de fevereiro de 2009 e para Microsoft Windows em 2 de março de 2009.
Tom Clancy H.A.W.X usa um programa de imagem de alta resolução e o programa comercial de imagens terrestres, GeoEye, através do satélite de observação terrestre IKONOS. A equipe de desenvolvimento H.A.W.X trabalhou próxima ao GeoEye para que as imagens de satélite pudessem ser usadas no ambiente. No entanto, voando à baixas altitudes torna-se visualmente consciente de que a imagem GeoEye não é perfeita, com texturas do solo tornando-se muito pixelizadas: "o que torna grandes edifícios ou pequenas praças semelhantes, e que às vezes, a água nada mais é do que uma textura de cor azul".

## Recepção e crítica
H.A.W.X recebeu críticas mistas. Enquanto o mapeamento por satélite foi amplamente elogiado, por aumentar a autenticidade, foi criticado negativamente pela pixelation muito óbvia durante os voos rasos.
Algumas críticas descreveram o jogo como "obsoleto". O IGN afirmou em seu comentário: "O co-op é divertido, mas a falta de multiplayer é uma chatice.", o X-Play declarou: "o modo multiplayer é confusamente superficial". A Zero Punctuation, conhecida pelo seu estilo de revisão severo fez uma rara resenha positiva elogiando a jogabilidade, mas criticando a história.

### O modoAssistance OFF
Um elemento de uma nova jogabilidade para jogos de voo chamado "Assistance OFF" teve uma recepção mista da comunidade de jogos. Enquanto alguns jogadores sentiram que isso tornou o jogo emocionante, outros estavam descontentes com o fato de que este efeito force uma visão externa, enquanto ativa, sendo a única forma de acessar manobras mais avançadas, disponíveis em muitos outros jogos. Este modo, torna impossível executar essas manobras de dentro do cockpit, e, assim, reduz o fator de imersão para alguns jogadores. Em resposta à preocupação da comunidade, logo após o lançamento da demo do jogo, a equipe de desenvolvimento emitiu um comunicado explicando os benefícios da câmera externa, e afirmando que "a câmera dogfight é e continuará a ser a única câmera disponível quando jogado no modo Assistance OFF". A Game Informer elogiou este modo como "grandes emoções".

## Continuação
Em 5 de maio de 2010, a Ubisoft anunciou uma sequência, H.A.W.X 2, que estava sendo desenvolvida para Xbox 360, PlayStation 3, Wii e PC. O jogo foi lançado em 3 de setembro de 2010 para Xbox 360, em 10 de setembro para PlayStation 3 e em 12 de novembro para PC e Nintendo Wii.